# Триарсенид тетрапразеодима
Триарсенид тетрапразеодима — бинарное неорганическое соединение
празеодима и мышьяка
с формулой Pr4As3,
кристаллы.

## Получение
- Сплавление стехиометрических количеств чистых веществ:

{\displaystyle {\mathsf {4Pr+3As\ {\xrightarrow {T}}\ Pr_{4}As_{3}}}}

## Физические свойства
Триарсенид тетрапразеодима образует кристаллы
кубической сингонии,
пространственная группа I 43d,
параметры ячейки a = 0,8984 нм, Z = 4,
структура типа тетрафосфида тритория Th4P3
.